# Contele de Monte Cristo (film din 1961)
Contele de Monte Cristo  (titlul original: în franceză Le comte de Monte Cristo) este un film dramatic francez, realizat în 1961 de regizorul Claude Autant-Lara, 
după romanul omonim al scriitorului Alexandre Dumas, protagoniști fiind actorii Louis Jourdan, Yvonne Furneaux, Pierre Mondy și Franco Silva. 

## Conținut
Franța în 1814. Edmond Dantes, ofițerul secund al navei comerciale „Faraon”, este așteptat după o lungă călătorie, cu nerăbdare de logodnica sa Mercedes, în portul Marsilia. La ceremonia revederii, apare brusc un comisar cu un grup de soldați și îl arestează pe Dantes, acuzându-l că este bonapartist. Fără proces, este aruncat în temnița Château d'If tocmai în ziua logodnei sale. Trei bărbați ostili lui au țesut această intrigă. În primul rând, ofițerul de marină Caderousse, care are același grad cu Dantes și se teme de el că ar putea deveni următorul căpitan pe „Faraon” în locul său. Al doilea conspirator este ofițerul Fernand de Montcerf, care ar dori să câștige logodnica lui Edmond pentru el însuși. Al treilea, care este aliat cu cei doi, se numește Henri de Villefort, un funcționar public al cărui tată este el însuși un bonapartist înflăcărat. Deoarece Dantes știe acest secret, trebuie să dispară pentru totdeauna.
Au trecut 17 ani la Château d'If. Un alt prizonier, Abatele Faria, reușise să ia legătura cu Dantes. O prietenie strânsă s-a dezvoltat între cei doi. Faria îi povestește despre o comoară care a fost îngropată acum mulți ani pe insula Monte Cristo. Când abatele sapă un tunel subteran pentru a evada, moare. Dantes poate scăpa cusându-se singur în sacul abatelui căruia i-a lut locul și care trebuie aruncat în mare.
Dantes intră în posesia comorii și astfel ajunge să fie deosebit de bogat. Acum, se prezintă că este „contele de Monte Christo”. Cu acest titlu se întoarce la Marsilia pentru a se răzbuna pe intriganții săi. Află că tatăl său a murit de durere și că Mercedes, crezând că este mort, s-a căsătorit cu Fernand de Montcerf. Morel, prietenul loial al copilăriei lui Edmond, este ruinat financiar, iar Edmond îl ajută să iasă din necaz. 
Deoarece cei trei dușmani ai săi s-au mutatt la Paris, Dantes se stabilește acum acolo. Cu timpul, reușește să se răzbune pe cei trei dușmani ai săi și rămâne de văzut dacă el și Mercedes se vor regăsi.

## Distribuție
- Louis Jourdan – Edmond Dantès / Monte-Cristo
- Yvonne Furneaux – Mercédes
- Bernard Dhéran – Henri de Villefort
- Pierre Mondy – Caderousse
- Roldano Lupi – Morel
- Henri Vilbert – tatăl lui Edmond Dantès
- Franco Silva – Mario
- Henri Guisol – abatele Faria
- Jean-Claude Michel – Fernand de Morcerf
- Alain Féral – Benedetto
- Marie Mergey – doamna Léone Caderousse
- Claudine Coster – prințesa Haydée
- Yves Rénier – Albert de Morcerf
- Jean Martinelli – Vidocq
- Jean-Jacques Delbo – căpitanul „Pharaon”-ului
- José Squinquel – Noirtier
- Geymond Vital – Fouché
- Henri Arius – tâmplarul, succesorul tatălui Dantès
- Georges Lannes – președintele tribunalului
- Paul Amiot – președintele Camerei
- Marthe Marty – mama lui Mercédes
- Jacques Dynam – temnicerul fortăreței If
- Chantal de Rieux – doamna de Villefort
- André Dalibert – brigadierul

## Literatură
- Dumas, Alexandre, Contele de Monte Cristo (6 vol.), tradus de Gellu Naum, București, 1985: Editura MINERVA, Colecția Biblioteca pentru toți, p. 220; 302; 301; 287; 288; 287